# Papillaria atrata
Papillaria atrata là một loài Rêu trong họ Meteoriaceae. Loài này được (Mitt.) E.S. Salmon mô tả khoa học đầu tiên năm 1900.